# Planchonella leptostylidifolia
Planchonella leptostylidifolia är en tvåhjärtbladig växtart som beskrevs av André Guillaumin. Planchonella leptostylidifolia ingår i släktet Planchonella och familjen Sapotaceae. Inga underarter finns listade i Catalogue of Life.